# Велень (Сібіу)
Велень, Велені (рум. Văleni) — село у повіті Сібіу в Румунії. Входить до складу комуни Мікесаса.
Село розташоване на відстані 241 км на північний захід від Бухареста, 37 км на північ від Сібіу, 83 км на південний схід від Клуж-Напоки, 124 км на північний захід від Брашова.

## Населення
За даними перепису населення 2002 року у селі проживали 12 осіб, з них 11 осіб (91,7%) румунів. Рідною мовою 11 осіб (91,7%) назвали румунську.